# Attinghausen
Attinghausen är en ort och kommun i kantonen Uri, Schweiz. Kommunen har 1 786 invånare (2023).